# Petit Buëch
Der Petit Buëch [pəti bɥɛʃ] ist ein Fluss in Frankreich, der im Département Hautes-Alpes in der Region Provence-Alpes-Côte d’Azur verläuft. Er entspringt im Dévoluy-Massiv, an der Westflanke des Pic de l’Aiguille, im nordwestlichen Eck des Gemeindegebietes von Gap, entwässert generell Richtung Südwest und mündet nach rund 44 Kilometern oberhalb von Serres als linker Nebenfluss in seinen Zwillingsfluss Grand Buëch, der ab hier seinen Namenszusatz verliert und lediglich Buëch genannt wird.

## Orte am Fluss
- Rabou
- La Roche-des-Arnauds
- Veynes
- La Bâtie-Montsaléon